# Lijst van bouwwerken van Adrianus Bleijs
Dit is een incomplete lijst van bouwwerken van architect Adrianus Bleijs (1842-1912). De lijst is chronologisch gesorteerd op basis van aanbestedingsdatum. Bleijs heeft 10 tekeningen gedateerd, deze dateringen zijn in deze lijst niet meegenomen. 
Bleijs was vooral actief in Noord- en Zuid-Holland en bouwde onder meer 19 rooms-katholieke kerken.
| 1864      | Woning D.H. Veen                                                        | Hoorn            | Woning is verbrand, mogelijk oudste ontwerp van Bleijs                                                                   | |      |                                    |                                                         |
| 1864      | Uitbreiding H. Georgiuskerk                                             | Spierdijk        | Uitbreiding aan de achterzijde van de kerk.                                                                              | |      |                                    |                                                         |
| 1866      | Villa Akerlaken, Draafsingel 61                                         | Hoorn            | | |      |                                    |                                                         |
| 1866      | Grote Noord 20                                                          | Hoorn            | Op de plek van de erker, heeft Bleijs oorspronkelijk een balkon ontworpen. De erker werd in 1908 geplaatst.              | |      |                                    |                                                         |
| 1866      | Verbouwing Villa Visser, Jansweg 5                                      | Haarlem          | Gesloopt | |      |                                    |                                                         |
| 1866      | Villa Alewijn                                                           | Hoorn            | Verbouwing van bestaand pand uit 1723                                                                                    | |      |                                    |                                                         |
| 1867      | Evangelisatiegebouw aan Nieuwland 3-5                                   | Hoorn            | Afgebroken | |      |                                    |                                                         |
| 1867      | Noodkerk en tijdelijke pastorie                                         | Heerhugowaard    | | |      |                                    |                                                         |
| 1868      | Verfraaiing wandeling Achter de Vest                                    | Hoorn            | Niet uitgevoerd | |      |                                    |                                                         |
| 1868      | Josephgesticht                                                          | Soest            | | |      |                                    |                                                         |
| 1868      | Dionysiuskerk                                                           | Heerhugowaard    | Afgebroken in 1963 | |      |                                    |                                                         |
| 1870      | Bouw R.K. lagere school en verbouw woonhuis tot onderwijzerswoning      | Schagen          | | |      |                                    |                                                         |
| 1870      | Bouw woon-winkelhuis Kleine Noord 45                                    | Hoorn            | Gesloopt | |      |                                    |                                                         |
| 1870-1871 | Winkelhuis de Kroot                                                     | Hoorn            | Gemeentelijk monument | |      |                                    |                                                         |
| 1870-1871 | Verbouwing drukkerij Vermande, Nieuwe Noord 29                          | Hoorn            | Pand is rijksmonument, de verbouwing vond in twee stappen plaats in 1870 (woonhuis) en in 1871 (drukkerij).              | |      |                                    |                                                         |
| 1871      | Ontwerp R.K. kerkhof                                                    | Medemblik        | | |      |                                    |                                                         |
| 1872      | Grafmonument van de familie Graaf                                       | Oudorp           | Rijksmonument | |      |                                    |                                                         |
| 1872      | Kapel op kerkhof Drieboomlaan                                           | Hoorn            | Gemeentelijk monument | |      |                                    |                                                         |
| 1873      | Pakhuis de Zon                                                          | Hoorn            | Rijksmonument | |      |                                    |                                                         |
| 1873      | Kerkstraat 11                                                           | Hoorn            | Rijksmonument | |      |                                    |                                                         |
| 1873      | Dubbele Buurt 46+48                                                     | Hoorn            | Gemeentelijk monument, likeurstokerij voor Schermer                                                                      | |      |                                    |                                                         |
| 1874      | Cunerakerk                                                              | Nibbixwoud       | Vertoont grote overeenkomsten met de Dionysiuskerk in Heerhugowaard.                                                     | |      |                                    |                                                         |
| 1874      | Spijskokerij                                                            | Hoorn            | Gebouwd in opdracht van Vereniging Vincentius a Paolo.                                                                   | |      |                                    |                                                         |
| 1875      | Raadhuis                                                                | Obdam            | Rijksmonument, door brand getroffen op 1 december 2019                                                                   | |      |                                    |                                                         |
| 1875      | Voorgevel van een manufacturenwinkel                                    | Hoorn            | Rijksmonument | |      |                                    |                                                         |
| 1875      | Woon-winkelhuis                                                         | Hoorn            | Gebouwd in opdracht van weduwe M. Maassen                                                                                | |      |                                    |                                                         |
| 1877      | Kleiwegkerk                                                             | Gouda            | Afgebroken in 1965 | |      |                                    |                                                         |
| 1877      | Pastorie St. Cunerakerk                                                 | Nibbixwoud       | | |      |                                    |                                                         |
| 1878      | De Gekroonde Jaagschuit                                                 | Hoorn            | Ontworpen als fabriekspand, nu winkelpand                                                                                | |      |                                    |                                                         |
| 1878      | Raadhuis                                                                | Grosthuizen      | In gebruik als woonhuis                                                                                                  | |      |                                    |                                                         |
| 1878      | Toegang voor R.K. school aan de Nieuwe Noord                            | Hoorn            | Sinds 1981 in gebruik als fietsenstalling voor naastgelegen jongerenappartementen Ramen 1-3, de school zelf is gesloopt. | |      |                                    |                                                         |
| 1878      | Stalling met bovenwinkel, Kruisstraat 19                                | Hoorn            | Staldeuren zijn gewijzgid.                                                                                               | |      |                                    |                                                         |
| 1879      | Woon-winkelpand                                                         | Hoorn            | Alleen de bovenzijde van de gevel is nog origineel                                                                       | |      |                                    |                                                         |
| 1879      | Stoombotenfabriek aan het Jeudje                                        | Hoorn            | In etappes gesloopt, laatste delen in 1987/88                                                                            | |      |                                    |                                                         |
| 1879-1881 | H.H. Engelbewaarderskerk                                                | Hazerswoude-Dorp | Oorspronkelijk ontwerp door Th. Asseler, voltooid door Bleijs                                                            | |      |                                    |                                                         |
| 1879-1881 | Pastorie Sint Cyriacus en Franciscus                                    | Hoorn            | Ontworpen als pastorie, tegenwoordig in gebruik als woonhuis                                                             | |      |                                    |                                                         |
| 1880      | Villa aan de Dorpsstraat 111                                            | Obdam            | Voormalige notariswoning                                                                                                 | |      |                                    |                                                         |
| 1880      | Stadhouderskade 60-60a                                                  | Amsterdam        | Sint-Vincentiusvereniging en Sint-Bernardusschool (op binnenterrein)                                                     | |      |                                    |                                                         |
| 1881      | Breed 36                                                                | Hoorn            | Bakkerij voor A. Vlaar, pui niet origineel                                                                               | |      |                                    |                                                         |
| 1881      | Hoekwinkelpand aan de Herengracht 508                                   | Amsterdam        | Hoekwinkelpand met originele pui                                                                                         | |      |                                    |                                                         |
| 1882      | Sint-Vincentiuskerk                                                     | Volendam         | Koor en schip zijn ontworpen door Bleijs                                                                                 | [[Bestand:Overzicht op noordgevel gezien vanuit het westen - Volendam - 20403692 - RCE.jpg\|gecentreerd\|kaderloos\|75x75px]] | 1882 | Pastorie van de schuilkerk De Hoop | Diemen, (aangekocht en gerestaureerd door Stadsherstel) |
| 1883      | Woonhuis hoek Droogbak en Buiten Visscherstraat                         | Amsterdam        | Woning | |      |                                    |                                                         |
| 1885-1889 | Uitbreiding Georgiuskerk                                                | Spierdijk        | Uitbreiding van Waterstaatskerk                                                                                          | |      |                                    |                                                         |
| 1882      | Koepelkerk                                                              | Hoorn            | | |      |                                    |                                                         |
| 1883      | Jacobus de Meerderekerk                                                 | Haarlemmerliede  | Uitbreiding bestaande kerk met travee en koor                                                                            | |      |                                    |                                                         |
| 1884      | Woon- winkelpand aan de Nieuwezijds Voorburgwal                         | Amsterdam        | Pand is rijksmonument | |      |                                    |                                                         |
| 1884      | Woon- winkelpand aan de Nieuwezijds Voorburgwal                         | Amsterdam        | Pand is rijksmonument | |      |                                    |                                                         |
| 1884      | Woon- winkelpand aan de Nieuwezijds Voorburgwal                         | Amsterdam        | Pand is rijksmonument | |      |                                    |                                                         |
| 1884-1887 | Co-kathedrale basiliek van de Heilige Nicolaas                          | Amsterdam        | | |      |                                    |                                                         |
| 1884      | Woon- en winkelpand, Nieuwezijds Voorburgwal 381-383                    | Amsterdam        | | |      |                                    |                                                         |
| 1887      | Odulphuskerk                                                            | Assendelft       | Pand is een rijksmonument                                                                                                | |      |                                    |                                                         |
| 1887      | Pastorie Odulphuskerk                                                   | Assendelft       | Pand is een rijksmonument                                                                                                | |      |                                    |                                                         |
| 1888      | Sint Elisabeth Gesticht                                                 | Amsterdam        | Tegenwoordig deels gebruikt door Hotel Arena                                                                             | |      |                                    |                                                         |
| 1889      | Jacobuskerk                                                             | Kethel           | | |      |                                    |                                                         |
| 1890      | Interne verbouwing (1883) en aanbouw Vredenburgh, Oudezijds Voorburgwal | Amsterdam        | | |      |                                    |                                                         |
| 1891-1892 | Victorkerk                                                              | Obdam            | | |      |                                    |                                                         |
| 1892      | Johannes de Doperkerk                                                   | Pijnacker        | Kerk is een rijksmonument                                                                                                | |      |                                    |                                                         |
| 1892      | Pastorie Johannes de Doperkerk                                          | Pijnacker        | Pand is een rijksmonument                                                                                                | |      |                                    |                                                         |
| 1892      | St. Jacobusschool                                                       | Kethel           | Afgebroken in 1969, (onderwijzerswoning bestaat nog)                                                                     | |      |                                    |                                                         |
| 1893      | Willibrorduskerk                                                        | Rhoon            | | |      |                                    |                                                         |
| 1899      | Koning-Willemshuis                                                      | Alkmaar          | Betreft restauratie van de gevel, in samenwerking met plaatselijke architect Looman.                                     | |      |                                    |                                                         |
| onbekend  | Woonhuis aan de Ramen 28                                                | Hoorn            | Ontwerp stamt uit 1876, maar de uitvoering vond plaats in 1880 of 1881, een deel van het interieur is bewaard gebleven.  | |      |                                    |                                                         |